# Прапор Казахстану
Дата прийняття: 4 червня 1992 року.
Державний прапор Казахстану являє собою прямокутне полотнище блакитного кольору з зображенням у його центрі сонця з 32 променями, під яким розташований орел з розправленими крилами. Біля древка — вертикальна смуга з національним орнаментом. Зображення сонця, променів, орла та орнаменту — кольору золота. Відношення ширини прапора до його довжини 1:2.
Однобарвність прапора — символ єдності Казахстану. Блакитний колір є традиційним для тюркських народів. На прапорі він означає нескінченність неба над усією землею і людьми, а також є символом загального добробуту, спокою, світу та єдності.
Сонце — джерело життя та енергії. Час визначається для кочівника рухом сонця. За законом геральдики, силует сонця є символом багатства і достатку.
Орел або беркут у світорозумінні кочівників займає особливе місце. Його зображення в гербах і прапорах народів і етнічних груп, що населяли Казахстан, має давню традицію. Мовою символіки силует орла означає державну владу, широту та прозорливість. Для степовиків це символ волі, незалежності, прагнення до мети, до висоти, політ у майбутнє. Водночас орел, маючи могутню силу, здатний дати гідну відсіч кожному, хто намагається перешкодити в досягненні майбутнього. Силует орла виник і від ідеї прагнення молодого суверенного Казахстану досягнути висот світової цивілізації.

## Історичні прапори

Прапор Казахської РСР

У складі Радянського Союзу країна мала офіційну назву Казахська Радянська Соціалістична Республіка (Казахська РСР, КРСР), і використовувала радянську державну символіку.

## Прапори, запропоновані в 1991

## Прапори, запропоновані в 1992